# Laurinia neocaledonensis
Laurinia neocaledonensis är en armfotingsart som först beskrevs av Laurin 1997.  Laurinia neocaledonensis ingår i släktet Laurinia och familjen Aulacothyropsidae. Inga underarter finns listade i Catalogue of Life.